# Xã Bernadotte, Quận Nicollet, Minnesota
Xã Bernadotte (tiếng Anh: Bernadotte Township) là một xã thuộc quận Nicollet, tiểu bang Minnesota, Hoa Kỳ. Năm 2010, dân số của xã này là 278 người.